# Pływanie na Letnich Igrzyskach Olimpijskich 1968 – 1500 m stylem dowolnym mężczyzn
1500 m stylem dowolnym mężczyzn – jedna z konkurencji pływackich rozgrywanych podczas XIX Igrzysk Olimpijskich w Meksyku. Eliminacje odbyły się 25 października, a finał 26 października 1968 roku.
Po triumfie na 400 m stylem dowolnym Amerykanin Mike Burton zwyciężył także na najdłuższym dystansie kraulowym i czasem 16:38,9 poprawił rekord olimpijski. Srebrny medal, z czasem 16:57,3, wywalczył John Kinsella ze Stanów Zjednoczonych. Brąz zdobył Australijczyk Greg Brough (17:04,7).

## Rekordy
Przed zawodami rekord świata i rekord olimpijski wyglądały następująco:
| Rekord            | Zawodnik    | Czas    | Miejsce    | Data                 |       |
| ----------------- | ----------- | ------- | ---------- | -------------------- | ----- |
| Rekord świata     | Mike Burton | 16:08,5 | Long Beach | 3 września 1968      | [ 1 ] |
| Rekord olimpijski | Bob Windle  | 17:01,7 | Tokio      | 17 października 1964 | [ 2 ] |

W trakcie zawodów ustanowiono następujące rekordy:
| Data            | Etap konkurencji | Zawodnik    | Czas    | Rekord |
| --------------- | ---------------- | ----------- | ------- | ------ |
| 26 października | finał            | Mike Burton | 16:38,9 | OR     |

## Wyniki

### Eliminacje
| Miejsce | Wyścig | Zawodnik                   | Państwo           | Czas      | Uwagi |
| ------- | ------ | -------------------------- | ----------------- | --------- | ----- |
| 1.      | 4      | Graham White               | Australia         | 17:10,1   | Q     |
| 2.      | 4      | Guillermo Echevarría       | Meksyk            | 17:11,0   | Q     |
| 3.      | 3      | Greg Brough                | Australia         | 17:17,1   | Q     |
| 4.      | 3      | John Kinsella              | Stany Zjednoczone | 17:22,7   | Q     |
| 5.      | 1      | Mike Burton                | Stany Zjednoczone | 17:27,2   | Q     |
| 6.      | 1      | Ralph Hutton               | Kanada            | 17:35,9   | Q     |
| 7.      | 2      | John Nelson                | Stany Zjednoczone | 17:36,0   | Q     |
| 8.      | 2      | Juan Alanís                | Meksyk            | 17:37,4   | Q     |
| 9.      | 2      | Karl-Rüdiger Mann          | NRD               | 17:37,6   |       |
| 10.     | 1      | Hans Faßnacht              | RFN               | 17:40,2   |       |
| 11.     | 4      | Katsuji Ito                | Japonia           | 17:50,2   |       |
| 12.     | 1      | Julio Arango               | Kolumbia          | 17:53,9   |       |
| 13.     | 3      | Gunnar Larsson             | Szwecja           | 17:57,0   |       |
| 14.     | 3      | Jorge Urreta               | Meksyk            | 17:57,5   |       |
| 15.     | 4      | Jean-François Ravelinghien | Francja           | 18:11,9   |       |
| 16.     | 2      | Antonio Corell             | Hiszpania         | 18:12,7   |       |
| 17.     | 1      | Władimir Burie             | ZSRR              | 18:14,7   |       |
| 18.     | 3      | Władysław Wojtakajtis      | Polska            | 18:32,4   |       |
| 19.     | 3      | Jacques Henrard            | Belgia            | 18:38,2   |       |
| 20.     | 4      | Jorge González             | Portoryko         | 19:06,0   |       |
| 21.     | 4      | Rubén Guerrero             | Salwador          | 19:36,4   |       |
| 32. !   | 1      | Sven von Holst             | Szwecja           | 99:99,9 ! | DNS   |
| 32. !   | 1      | Tomás Becerra              | Kolumbia          | 99:99,9 ! | DNS   |
| 32. !   | 1      | Gregorio Fiallo            | Kuba              | 99:99,9 ! | DNS   |
| 32. !   | 2      | Tony Asamali               | Filipiny          | 99:99,9 ! | DNS   |
| 32. !   | 2      | Siemion Belits-Geiman      | ZSRR              | 99:99,9 ! | DNS   |
| 32. !   | 2      | István Kolossa             | Węgry             | 99:99,9 ! | DNS   |
| 32. !   | 2      | Robert Loh                 | Hongkong          | 99:99,9 ! | DNS   |
| 32. !   | 3      | Peter Feil                 | Szwecja           | 99:99,9 ! | DNS   |
| 32. !   | 3      | José Martínez              | Kuba              | 99:99,9 ! | DNS   |
| 32. !   | 4      | Francis Luyce              | Francja           | 99:99,9 ! | DNS   |
| 32. !   | 4      | Fernando González          | Ekwador           | 99:99,9 ! | DNS   |

### Finał
| Miejsce | Zawodnik             | Państwo           | Czas    | Uwagi |
| ------- | -------------------- | ----------------- | ------- | ----- |
| 1. !    | Mike Burton          | Stany Zjednoczone | 16:38,9 | OR    |
| 2. !    | John Kinsella        | Stany Zjednoczone | 16:57,3 |       |
| 3. !    | Greg Brough          | Australia         | 17:04,7 |       |
| 4.      | Graham White         | Australia         | 17:08,0 |       |
| 5.      | Ralph Hutton         | Kanada            | 17:15,6 |       |
| 6.      | Guillermo Echevarría | Meksyk            | 17:36,4 |       |
| 7.      | Juan Alanís          | Meksyk            | 17:46,6 |       |
| 8.      | John Nelson          | Stany Zjednoczone | 18:05,1 |       |